# Snookersäsongen 1996/1997
Snookersäsongen 1996/1997 behandlar säsongen för de professionella spelarna i snooker.

## Nyheter
Rankingtävlingarna var, liksom för säsongen 1995/96 tio till antalet. Den enda förändringen, med undantag för byte av sponsorer för vissa av tävlingarna, var att den första tävlingen för året, Thailand Classic, bytte namn till Asian Classic. Detta var för övrigt sista året som denna tävling spelades, kommande säsong fick Thailand nöja sig med att arrangera en rankingturnering: Thailand Open.
Den viktigaste nyheten för året blev istället återkomsten för lagtävlingen World Cup som hade spelats varje säsong under 1980-talet men som inte hade arrangerats sedan 1990. Skottland, som ställde upp med sitt "Dream Team" bestående av Stephen Hendry, John Higgins och Alan McManus, gick obesegrade genom gruppspelet och fram till finalen där man slog Irland med 10-7. Efter denna säsong lades World Cup åter i malpåse, men återuppstod säsongen 2011/2012, då med tvåmannalag.

## Tävlingskalendern
| Inbjudningsturneringar |
| Rankingturneringar     |

| År   | Datum             | Turnering                    | Plats                    | Vinnare           | Finalist          | Resultat |
| ---- | ----------------- | ---------------------------- | ------------------------ | ----------------- | ----------------- | -------- |
| 1996 | 9-15 september    | Asian Classic                | Bangkok, Thailand        | Ronnie O'Sullivan | Brian Morgan      | 9-8      |
| 1996 | 24-29 september   | Scottish Masters             | Motherwell, Skottland    | Peter Ebdon       | Alan McManus      | 9-6      |
| 1996 | 5-14 oktober      | Benson & Hedges Championship | Edinburgh, Skottland     | Brian Morgan      | Drew Henry        | 9-8      |
| 1996 | 8-13 oktober      | Malta Grand Prix             | Marsascala, Malta        | Nigel Bond        | Tony Drago        | 7-3      |
| 1996 | 16-27 oktober     | Grand Prix                   | Bournemouth, England     | Mark Williams     | Euan Henderson    | 9-5      |
| 1996 | 29 okt - 10 nov   | World Cup                    | Bangkok, Thailand        | Skottland         | Irland            | 10-7     |
| 1996 | 15 nov - 1 dec    | UK Championship              | Preston, England         | Stephen Hendry    | John Higgins      | 10-9     |
| 1996 | 9-15 december     | German Open                  | Osnabrück, Tyskland      | Ronnie O'Sullivan | Alain Robidoux    | 9-7      |
| 1997 | 2-5 januari       | Charity Challenge            | Birmingham, England      | Stephen Hendry    | Ronnie O'Sullivan | 9-8      |
| 1997 | 24 jan - 1 feb    | Welsh Open                   | Newport, Wales           | Stephen Hendry    | Mark King         | 9-2      |
| 1997 | 2-9 februari      | Masters                      | London, England          | Steve Davis       | Ronnie O'Sullivan | 10-8     |
| 1997 | 13-22 februari    | International Open           | Aberdeen, Skottland      | Stephen Hendry    | Tony Drago        | 9-1      |
| 1997 | 23 feb - 2 mars   | European Open                | Valletta, Malta          | John Higgins      | John Parrott      | 9-5      |
| 1997 | 10-16 mars        | Thailand Open                | Bangkok, Thailand        | Peter Ebdon       | Nigel Bond        | 9-7      |
| 1997 | 18-23 mars        | Irish Masters                | Dublin, Irland           | Stephen Hendry    | Darren Morgan     | 9-8      |
| 1997 | 27 mars - 5 april | British Open                 | Plymouth, England        | Mark Williams     | Stephen Hendry    | 9-2      |
| 1997 | 19 april - 5 maj  | VM i snooker                 | Sheffield, England       | Ken Doherty       | Stephen Hendry    | 18-12    |
| 1997 | 17-18 maj         | European League Slutspel     | Irthlingborough, England | Ronnie O'Sullivan | Stephen Hendry    | 10-8     |

## Världsranking
Se artikeln: Snookerns världsranking 1996/1997